# Ácido 4-hidroxinaftaleno-1-sulfônico
Ácido 4-hidroxinaftaleno-1-sulfônico, ácido 1-naftol-4-sulfônico ou ácido de Neville-Winther é o composto orgânico de fórmula molecular C10H8O4S, SMILES C1=CC=C2C(=C1)C(=CC=C2S(=O)(=O)O)O, massa molecular 224,23. Apresenta ponto de fusão de 170 ℃. É classificado com o número CAS 84-87-7, CBNumber CB5743566 e MOL File 84-87-7.mol.

## Produção
É preparado pelo tratamento de ácido 1,4-diazonaftalenessulfônico com ácido sulfúrico, pela sulfonação de ''alfa''-naftilcarbonato pela reação de ácido clorossulfônico com 1-naftol e pelo tratamento do naftionato de sódio pelo dióxido de enxofre. Decomoõe-se aos 170 °C. KOH 3x10-9. É muito solúvel em água. Seus sais dissolvidos produzem uma coloração azul com cloreto férrico. É usado na preparação de corantes azo